# Пекин приветствует вас
Пекин приветствует вас (кит. упр. 北京欢迎你, пиньинь Běijīng huānyíng nǐ, палл. Бэйцзин хуаньин ни) — особая песня к 100-дневному обратному отсчету до начала Летних Олимпийских игр 2008 года, проводившихся в Пекине. Над песней работали более 100 известных артистов с материкового Китая, Тайваня, Гонконга, Японии и Южной Кореи. Музыкальный клип содержит виды со всего Пекина. Она известна также тем, что является исполняемой только на китайском языке песней с наибольшим количеством известных артистов. Текст песни сочинил гонконгский поэт-песенник Альберт Лян Вэйвэнь (Лён Ваимань) (Albert Leung Wai Man), а музыку — поэт-песенник из КНР Кэ Чжаолэй, известный как Сяо Кэ.
5 иероглифов из оригинального китайского названия песни («Бэй цзин хуань ин ни») использовались как имена талисманов «фува», которые символизировали Летние Олимпийские игры 2008: рыба Бэй-Бэй, большая панда Цзин-Цзин, пламя Хуань-Хуань, газель Ин-Ин, и ласточка Ни-Ни.
Песня длится более 6 минут. Со времени выпуска в свет песня стала очень популярной в Китае.

## Задействованные артисты

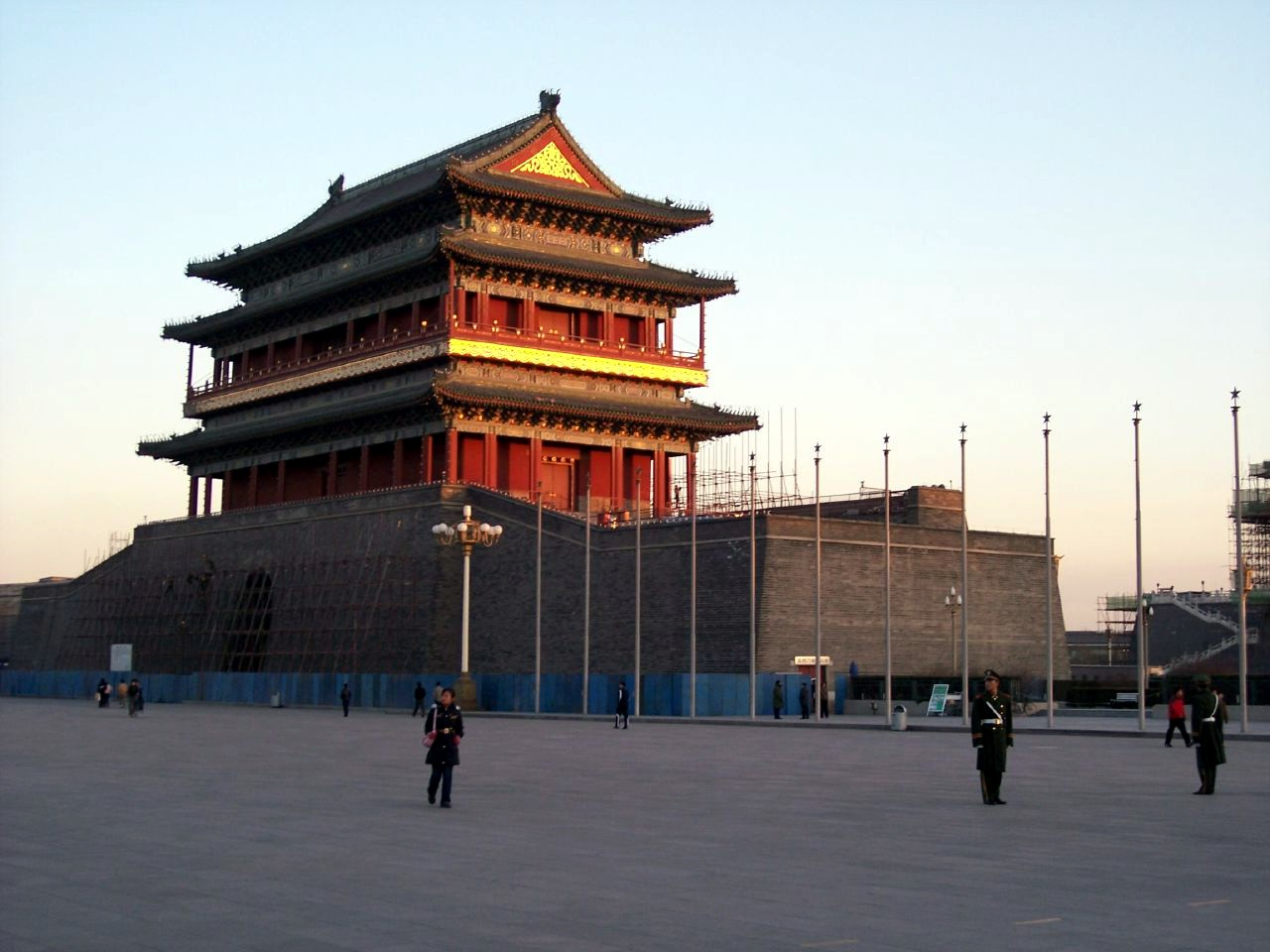
Врата Чжэнъянмэнь

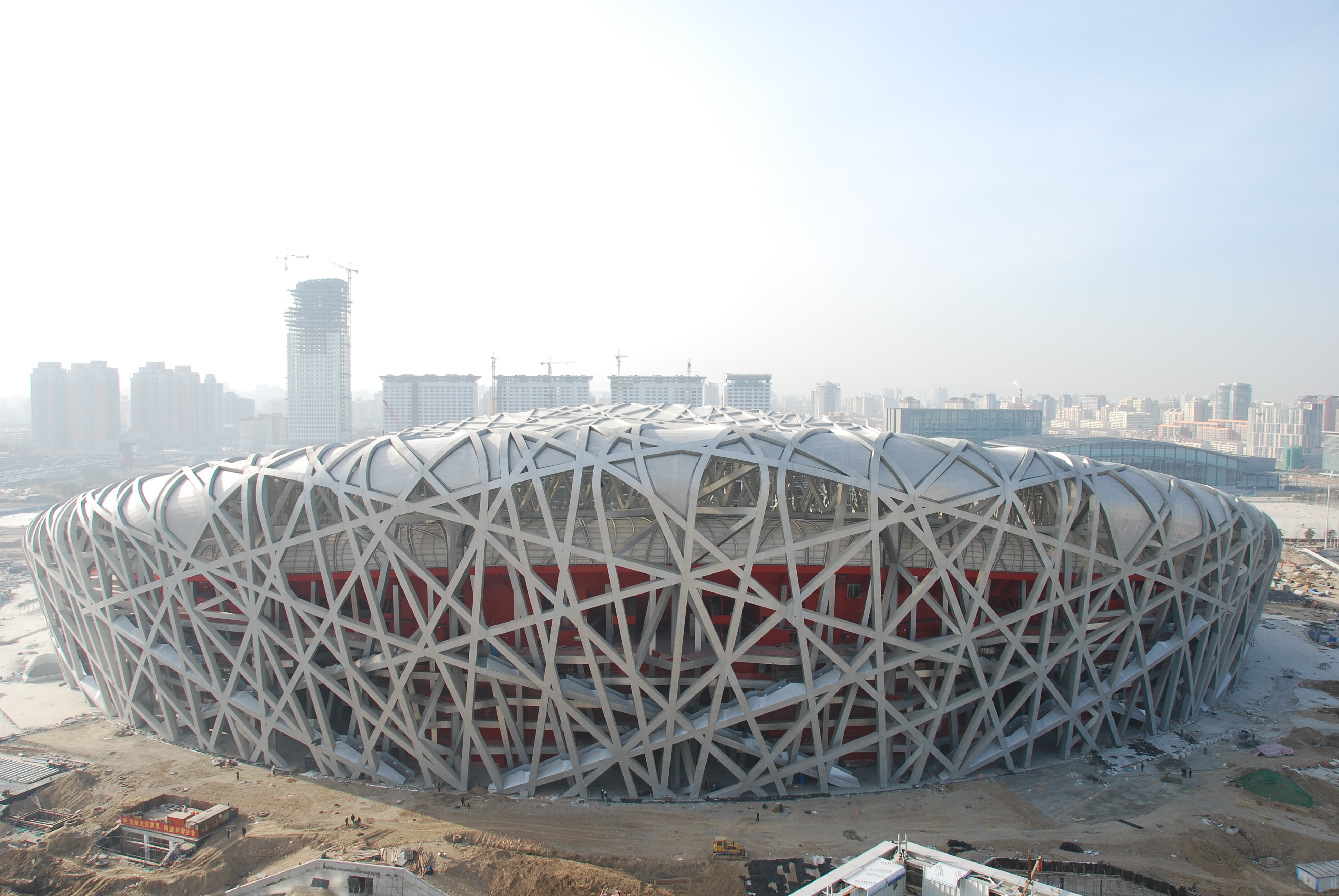
Пекинский национальный стадион

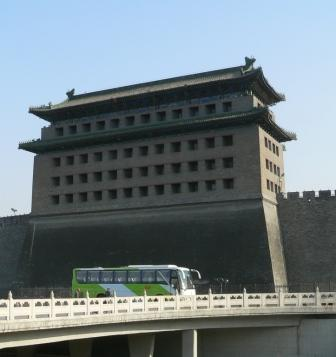
Врата Дашэнмэнь

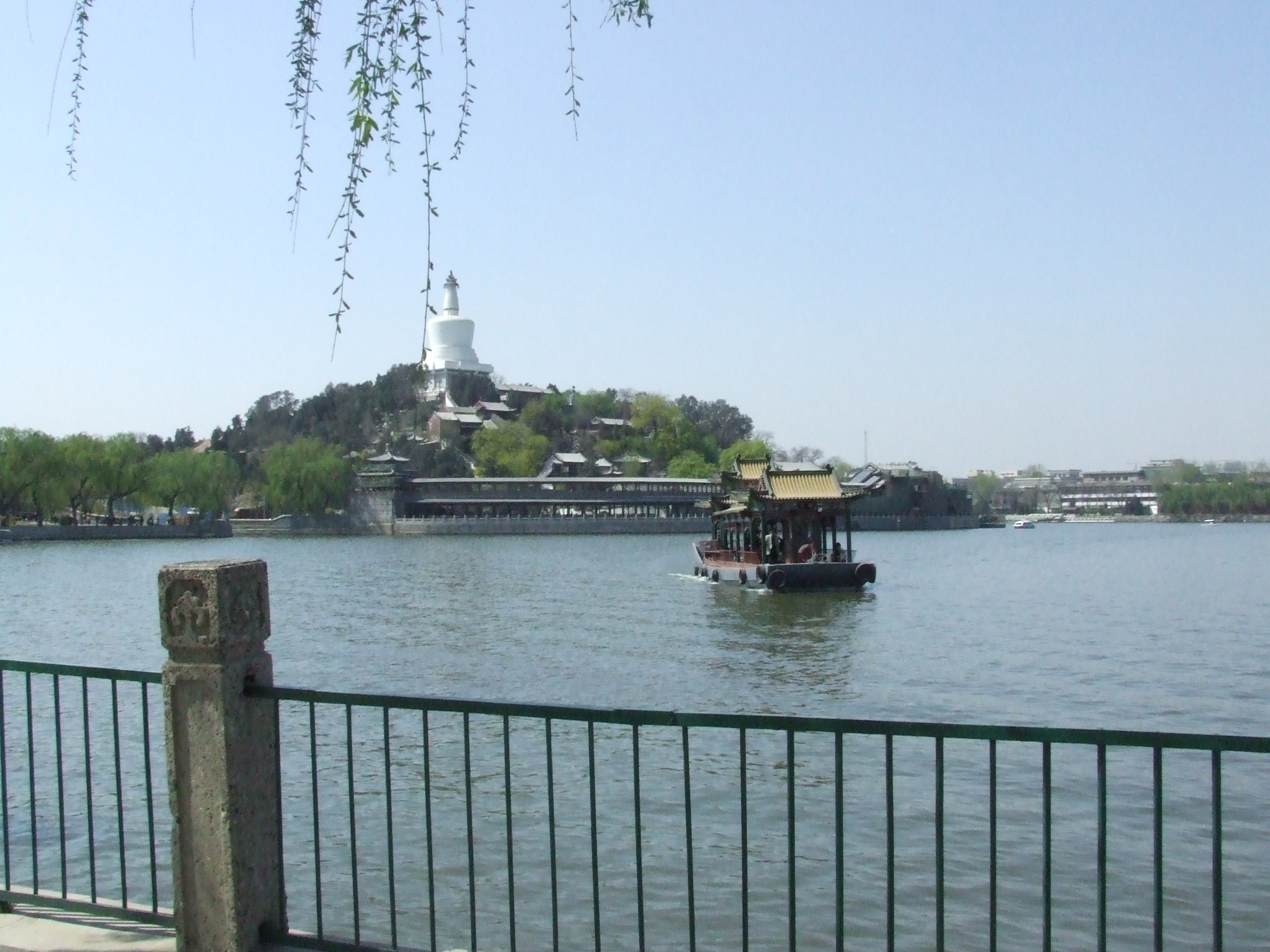
Парк Бэйхай

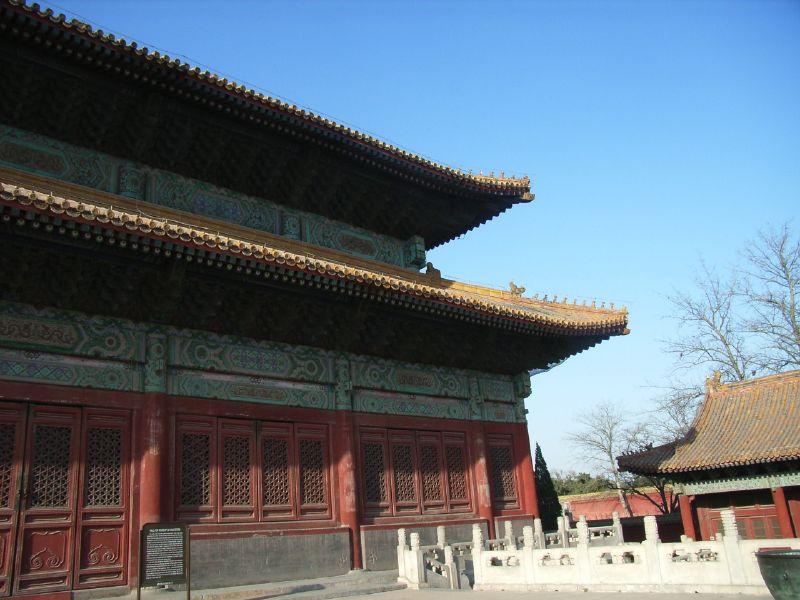
Императорский родовой храм

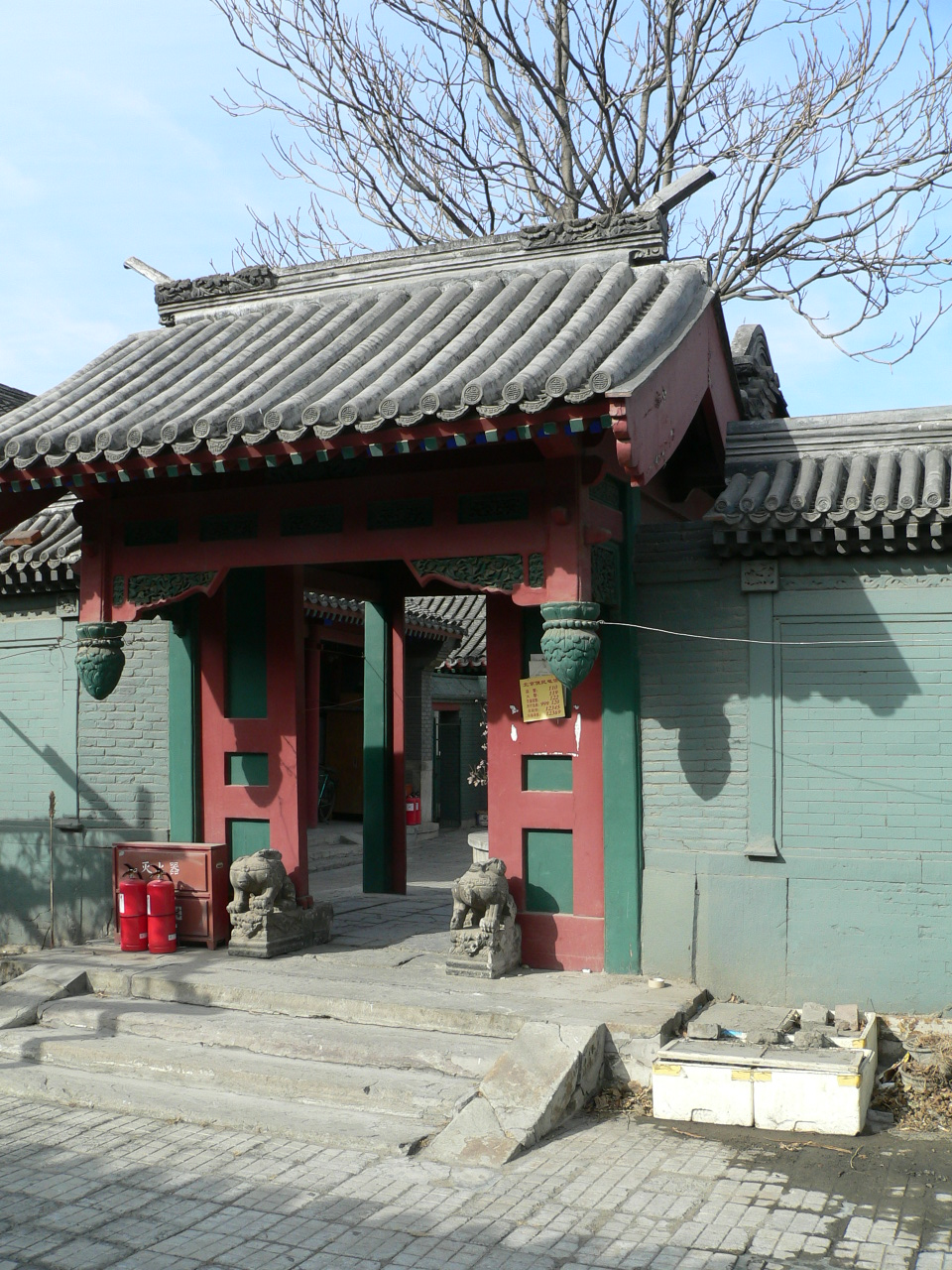
Сыхэюань

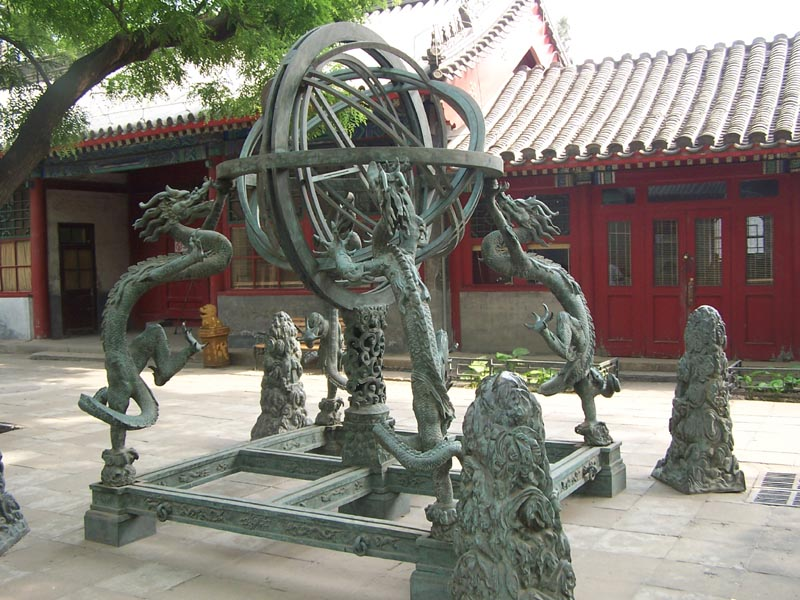
Древняя пекинская обсерватория

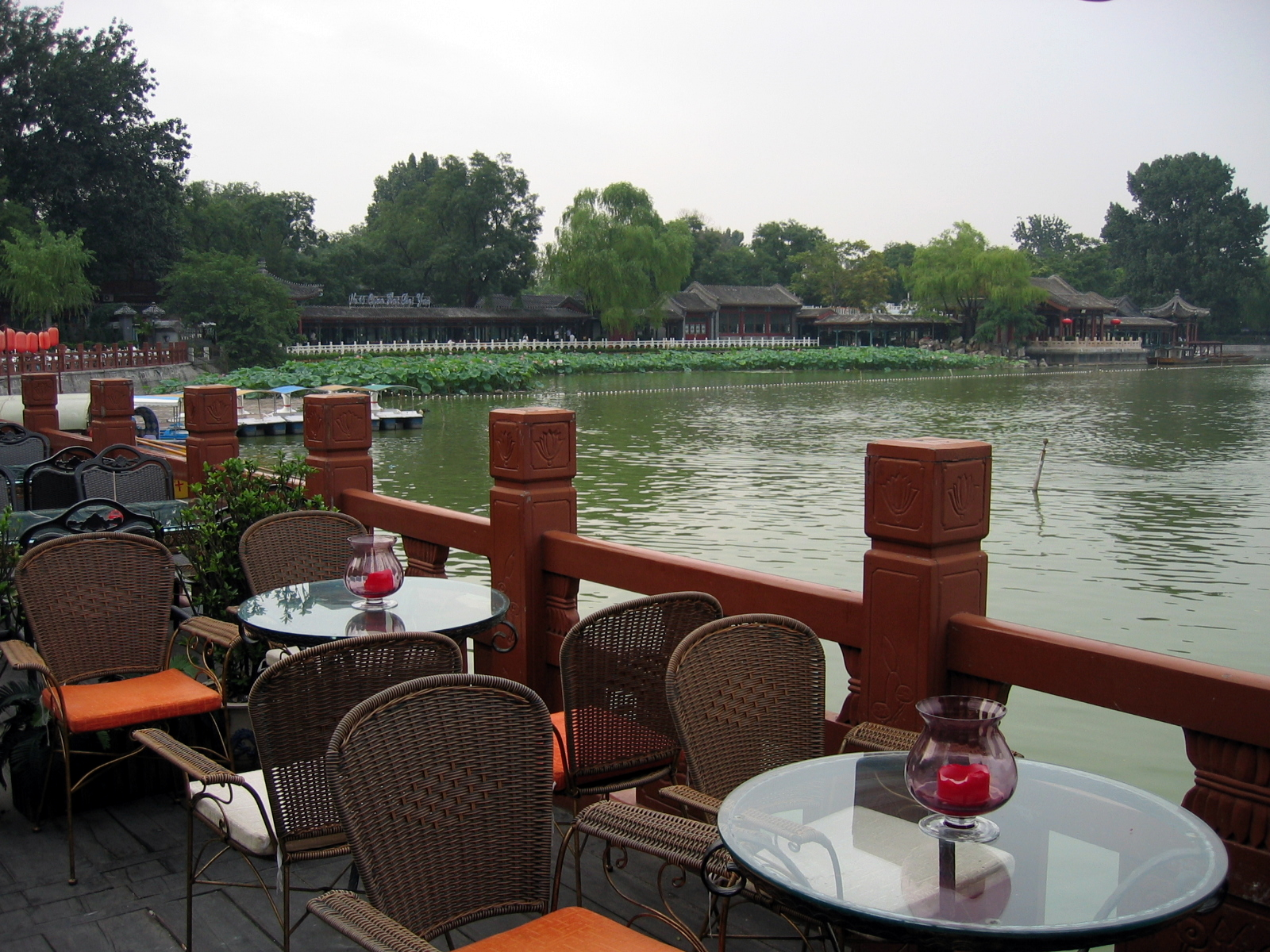
Шичахай

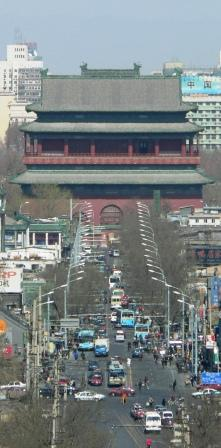
Барабанная башня

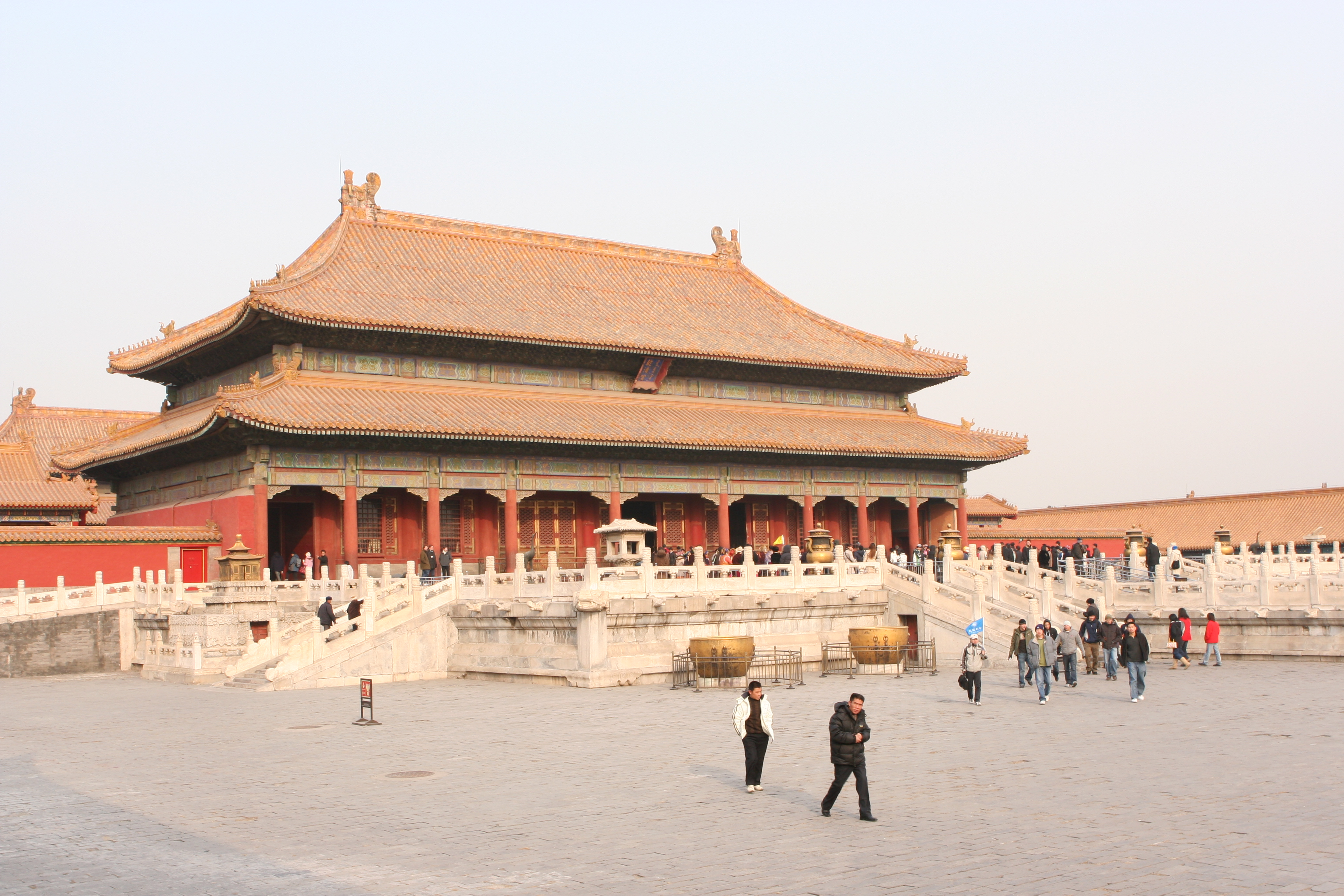
Запретный город

(в порядке появления)
- Чэнь Тяньцзя
- Лю Хуань
- На Ин
- Стефани Сунь Яньцзы
- Сунь Юэ
- Ван Лихун (en:Leehom Wang)
- Хань Хун
- Чжоу Хуацзянь (Чау Вакинь)
- Гиги Лян Юнци (Лён Винкхэй)
- Юй Цюань
- Джеки Чан
- Ричи Жэнь Сяньци
- Джолин Цай
- Сунь Нань
- Чжоу Бичан
- Вэй Вэй
- Хуан Сяомин
- Хань Гэн (Супер Джуниор)
- Ван Фэн
- Карен Мо Вэньвэй (Мок Маньваи)
- Тань Цзин
- Исан Чэнь Исюнь (Чхань Иксёнь)
- Янь Вэйвэнь
- Дай Юйцян
- Ван Ся
- Цифэн
- Ляо Чанъюн
- Ли Шэнсун
- Линь Илунь
- Чан Нара
- JJ Lin (Линь Цзюньцзе)
- А-Ду
- Джоуи Жун Цзуэр (Юн Чоуи)
- Ли Юйчунь
- Хуан Давэй
- Чэнь Кунь
- Николас Се Тинфэн (Че Тхинфун)
- Дао Лан
- Вивьен Сюй Жосюань
- Тан Цань
- Линь Чжилин
- Чжан Цзылинь
- Джейн Чжан
- Валан Сюй Жуюнь
- Скай У (У Сыкай)
- Ян Кунь
- Кристин Фань Вэйци
- Ю Хунмин
- Чжоу Сяо’oу
- Ша Баолян
- Цзинь Хайсинь
- Питер Хэ Жуньдун (Хо Ёньтун)
- F.I.R. (Файэр Юэтуань)
- Пан Лун
- Ли Юйган
- Кэндзи У Кэцюнь
- 5566
- Ансон Ху
- Юмико Чжэн Лецюн
- Цзи Минькай
- Ту Хунган
- Тун У
- Го Жун
- Лю Гэнхун
- Тэнгэр
- Цзинь Ша
- Су Син
- Вэй Цзя
- Фу Лишань
- Хуан Чжэн
- Джейси Чан Чомин
- The Flowers